# فابريزيا بونس
فابريزيا بونس (بالإيطالية: Fabrizia Pons)‏ مواليد 26 يونيو 1955، هو سائق راليات إيطالي بدأ مسيرته في سنة 1978. كان أول رالي له هو رالي سانريمو 1978. فاز بـ 5 سباقات رالي.

## سجل الفوز
- رالي سانريمو 1981
- مونت كارلو 1997

## روابط خارجية
- فابريزيا بونس على موقع Rallye-info.com (الإنجليزية)
- فابريزيا بونس على موقع eWRC-results.com (الإنجليزية)